# Miyama Aya
Miyama Aya (宮間 あや, sinh ngày 28 tháng 1 năm 1985) là một cựu cầu thủ bóng đá nữ người Nhật Bản.

## Đội tuyển bóng đá nữ quốc gia Nhật Bản
Miyama Aya thi đấu cho đội tuyển bóng đá nữ quốc gia Nhật Bản từ năm 2003 đến 2016.

## Thống kê sự nghiệp
| Nhật Bản  | Nhật Bản | Nhật Bản |
| Năm       | Trận     | Bàn      |
| --------- | -------- | -------- |
| 2003      | 6        | 2        |
| 2004      | 1        | 2        |
| 2005      | 9        | 2        |
| 2006      | 17       | 3        |
| 2007      | 17       | 6        |
| 2008      | 18       | 4        |
| 2009      | 1        | 1        |
| 2010      | 17       | 2        |
| 2011      | 18       | 4        |
| 2012      | 16       | 3        |
| 2013      | 7        | 1        |
| 2014      | 17       | 4        |
| 2015      | 13       | 4        |
| 2016      | 5        | 0        |
| Tổng cộng | 162      | 38       |

## Bàn thắng quốc tế
| #   | Ngày                 | Địa điểm                                                                           | Đối thủ           | Bàn thắng | Kết quả | Giải đấu                                        |
| --- | -------------------- | ---------------------------------------------------------------------------------- | ----------------- | --------- | ------- | ----------------------------------------------- |
| 1.  | 9 tháng 6 năm 2003   | Sân vận động Rajamangala, Băng Cốc, Thái Lan                                       | Philippines       | 13–0      | 15–0    | Giải vô địch bóng đá nữ châu Á 2003             |
| 2.  | 22 tháng 7 năm 2003  | Sân vận động Sendai, Sendai, Nhật Bản                                              | Hàn Quốc          | 4–0       | 5–0     | Giao hữu                                        |
| 3.  | 18 tháng 12 năm 2004 | Sân vận động bóng đá Nishigaoka, Tokyo, Nhật Bản                                   | Đài Bắc Trung Hoa | 2–0       | 11–0    | Giao hữu                                        |
| 4.  | 18 tháng 12 năm 2004 | Sân vận động bóng đá Nishigaoka, Tokyo, Nhật Bản                                   | Đài Bắc Trung Hoa | 4–0       | 11–0    | Giao hữu                                        |
| 5.  | 29 tháng 3 năm 2005  | Miranda, Úc                                                                        | Úc                | 2–1       | 2–1     | Giao hữu                                        |
| 6.  | 21 tháng 5 năm 2005  | Sân vận động bóng đá Nishigaoka, Tokyo, Nhật Bản                                   | New Zealand       | 5–0       | 6–0     | Giao hữu                                        |
| 7.  | 23 tháng 7 năm 2006  | Sân vận động Hindmarsh, Adelaide, Úc                                               | Trung Quốc        | 0–1       | 0–1     | Cúp bóng đá nữ châu Á 2006                      |
| 8.  | 23 tháng 11 năm 2006 | Wildparkstadion, Karlsruhe, Đức                                                    | Đức               | 6–2       | 6–3     | Giao hữu                                        |
| 9.  | 30 tháng 11 năm 2006 | Sân vận động Grand Hamad, Doha, Qatar                                              | Jordan            | 2–0       | 13–0    | Đại hội Thể thao châu Á 2006                    |
| 10. | 12 tháng 2 năm 2007  | Sân vận động GSZ, Larnaca, Cộng hòa Síp                                            | Thụy Điển         | 1–1       | 2–2     | Giao hữu                                        |
| 11. | 10 tháng 3 năm 2007  | Sân vận động Quốc gia, Tokyo, Nhật Bản                                             | México            | 2–0       | 2–0     | Vòng loại Giải vô địch bóng đá nữ thế giới 2007 |
| 12. | 10 tháng 6 năm 2007  | Sân vận động Bucheon, Bucheon, Hàn Quốc                                            | Hàn Quốc          | 1–2       | 2–2     | Vòng loại Thế vận hội Mùa hè 2008               |
| 13. | 4 tháng 8 năm 2007   | Sân vận động Lạch Tray, Hải Phòng, Việt Nam                                        | Việt Nam          | 0–4       | 0–8     | Vòng loại Thế vận hội Mùa hè 2008               |
| 14. | 11 tháng 9 năm 2007  | Sân vận động bóng đá Hồng Khẩu, Thượng Hải, Trung Quốc                             | Anh               | 0–1       | 2–2     | Giải vô địch bóng đá nữ thế giới 2007           |
| 15. | 11 tháng 9 năm 2007  | Sân vận động bóng đá Hồng Khẩu, Thượng Hải, Trung Quốc                             | Anh               | 2–2       | 2–2     | Giải vô địch bóng đá nữ thế giới 2007           |
| 16. | 18 tháng 2 năm 2008  | Sân vận động Vĩnh Xuyên, Trùng Khánh, Trung Quốc                                   | CHDCND Triều Tiên | 2–2       | 2–3     | Giải vô địch bóng đá nữ Đông Á 2008             |
| 17. | 2 tháng 6 năm 2008   | Sân vận động Thống Nhất, Thành phố Hồ Chí Minh, Việt Nam                           | Úc                | 0–3       | 1–3     | Cúp bóng đá nữ châu Á 2008                      |
| 18. | 8 tháng 6 năm 2008   | Sân vận động Thống Nhất, Thành phố Hồ Chí Minh, Việt Nam                           | Úc                | 0–2       | 0–3     | Cúp bóng đá nữ châu Á 2008                      |
| 19. | 6 tháng 8 năm 2008   | Sân vận động Olympic Tần Hoàng Đảo, Tần Hoàng Đảo, Trung Quốc                      | New Zealand       | 1–2       | 2–2     | Thế vận hội Mùa hè 2008                         |
| 20. | 14 tháng 11 năm 2009 | Sân vận động Urawa Komaba, Saitama, Nhật Bản                                       | New Zealand       | 1–0       | 2–1     | Giao hữu                                        |
| 21. | 6 tháng 2 năm 2010   | Sân vận động Ajinomoto, Chōfu, Nhật Bản                                            | Trung Quốc        | 1–0       | 2–0     | Giải vô địch bóng đá nữ Đông Á 2010             |
| 22. | 20 tháng 5 năm 2010  | Trung tâm Thể thao Thành Đô, Thành Đô, Trung Quốc                                  | Myanmar           | 5–0       | 8–0     | Cúp bóng đá nữ châu Á 2010                      |
| 23. | 2 tháng 3 năm 2011   | Vila Real de Santo António, Bồ Đào Nha                                             | Hoa Kỳ            | 2–1       | 2–1     | Cúp Algarve 2011                                |
| 24. | 18 tháng 6 năm 2011  | Sân vận động Ningineer, Matsuyama, Nhật Bản                                        | Hàn Quốc          | 1–0       | 1–1     | Giao hữu                                        |
| 25. | 27 tháng 6 năm 2011  | Ruhrstadion, Bochum, Đức                                                           | New Zealand       | 2–1       | 2–1     | Giải vô địch bóng đá nữ thế giới 2011           |
| 26. | 17 tháng 7 năm 2011  | Commerzbank-Arena, Frankfurt am Main, Đức                                          | Hoa Kỳ            | 1–1       | 2–2     | Giải vô địch bóng đá nữ thế giới 2011           |
| 27. | 5 tháng 4 năm 2012   | Sân vận động Home's Kobe, Kobe, Nhật Bản                                           | Brasil            | 3–1       | 4–1     | Kirin Challenge Cup                             |
| 28. | 11 tháng 7 năm 2012  | Sân vận động Quốc gia, Tokyo, Nhật Bản                                             | Úc                | 1–0       | 3–0     | Giao hữu                                        |
| 29. | 25 tháng 7 năm 2012  | Sân vận động Thành phố Coventry, Coventry, Vương quốc Liên hiệp Anh và Bắc Ireland | Canada            | 2–0       | 2–1     | Thế vận hội Mùa hè 2012                         |
| 30. | 26 tháng 9 năm 2013  | Fukuda Denshi Arena, Chiba, Nhật Bản                                               | Nigeria           | 1–0       | 2–0     | Giao hữu                                        |
| 31. | 5 tháng 3 năm 2014   | Sân vận động Bela Vista, Parchal, Bồ Đào Nha                                       | Hoa Kỳ            | 1–1       | 1–1     | Cúp Algarve 2014                                |
| 32. | 10 tháng 3 năm 2014  | Sân vận động Algarve, Faro, Bồ Đào Nha                                             | Thụy Điển         | 2–1       | 2–1     | Cúp Algarve 2014                                |
| 33. | 18 tháng 9 năm 2014  | Incheon Namdong Asiad Rugby Field, Incheon, Hàn Quốc                               | Jordan            | 10-0      | 12-0    | Đại hội Thể thao châu Á 2014                    |
| 34. | 1 tháng 10 năm 2014  | Sân vận động Incheon Munhak, Incheon, Hàn Quốc                                     | CHDCND Triều Tiên | 2-1       | 3-1     | Đại hội Thể thao châu Á 2014                    |
| 35. | 11 tháng 3 năm 2015  | Sân vận động Algarve, Faro, Bồ Đào Nha                                             | Iceland           | 1-0       | 2-0     | Cúp Algarve 2015                                |
| 36. | 11 tháng 3 năm 2015  | Sân vận động Algarve, Faro, Bồ Đào Nha                                             | Iceland           | 2-0       | 2-0     | Cúp Algarve 2015                                |
| 37. | 9 tháng 6 năm 2015   | BC Place, Vancouver, Canada                                                        | Thụy Sĩ           | 1-0       | 1-0     | Giải vô địch bóng đá nữ thế giới 2015           |
| 38. | 23 tháng 6 năm 2015  | BC Place, Vancouver, Canada                                                        | Hà Lan            | 2-0       | 2-1     | Giải vô địch bóng đá nữ thế giới 2015           |